# Cryptotis peregrina
Cryptotis peregrina és una espècie de mamífer eulipotifle de la família de les musaranyes (Soricidae). És endèmica de l'estat d'Oaxaca (Mèxic), on viu a altituds properes a 2.860 msnm. El seu hàbitat natural són els prats humits situats dins les selves nebuloses. Es tracta d'un animal insectívor. Probablement està amenaçada per la desforestació. El seu nom específic, peregrina, significa ‘estrangera’ en llatí.